# Radość (Białoruś)
Radość (biał. Радасць, Radasć) – wieś na Białorusi, w rejonie kamienieckim obwodu brzeskiego. Miejscowość wchodzi w skład sielsowietu Widomla. Wieś położona 500 m na południowy wschód od lewego brzegu rzeki Leśnej, 500 m na północny zachód od drogi republikańskiej R83, 4,5 km na południowy zachód od Kamieńca, 32 km na północ od Brześcia, 33 km na północny zachód od stacji kolejowej Żabinka linii Brześć – Baranowicze.
W miejscowości mieszczą się: biblioteka, sklep i parafialna cerkiew prawosławna pw. św. Mikołaja Cudotwórcy. Działa folklorystyczno-etnograficzny zespół Radość. Obok wsi zachował się cmentarz kurhanowy z przełomu VIII-X w.